# Sarah Gilbertová
Dame Sarah Catherine Gilbertová (* 11. dubna 1962 Kettering) je britská imunoložka, která působí v oxfordském Jennerově institutu a věnuje se vývoji vakcín.
Získala bakalářský titul z biologie na University of East Anglia a v roce 1986 doktorát na Hullské univerzitě. Pracovala v pivovarnictví na vývoji kvasinek a pak byla zaměstnankyní nottinghamské farmaceutické firmy Delta Biotechnology. V roce 1994 nastoupila na Oxfordskou univerzitu, kde pracovala v laboratoři virologa Adriana V. S. Hilla a v roce 2004 jí byl udělen titul Reader. Získala finanční podporu Wellcome Trust na výzkum vakcíny proti chřipce založené na nukleoproteinech. V roce 2016 založila společnost Vaccitech a podílela se na očkování proti viru NIpah a ebole. Vytvořila rovněž vakcínu proti nemoci MERS s využitím adenoviru. Po vypuknutí pandemie covidu-19 se stala členkou týmu, který hledal virovou vektorovou vakcínu. Výsledkem jejich úsilí byla vakcína Oxford–AstraZeneca proti covidu-19. Tato látka se začala používat v lednu 2021 a byly jí vyrobeny tři miliardy dávek, než byla v roce 2024 stažena z oběhu. Gilbertová s kolegyní Catherine M. Greenovou vydaly o své práci knihu Vaxxers: the inside story of the Oxford AstraZeneca vaccine and the race against the virus, v níž také vyzvaly k přípravě na možný příchod další obdobné pandemie.
Sarah Gilbertová vstupovala v pořadu BBC The Life Scientific a při návštěvě tenisového Wimbledonu ji publikum přivítalo potleskem vestoje. Vznikla také panenka Barbie s její podobou. V roce 2021 získala Cenu kněžny asturské a Řád britského impéria. V roce 2023 jí byla udělena Cena krále Fajsala a byla přijata do Královské společnosti.
Její zálibou je hra na saxofon. Je matkou trojčat, která vychovával převážně její manžel.